# Pseudopsacothea albonotata
Pseudopsacothea albonotata är en skalbaggsart som beskrevs av Maurice Pic 1935. Pseudopsacothea albonotata ingår i släktet Pseudopsacothea och familjen långhorningar. Inga underarter finns listade i Catalogue of Life.